# مالاباریکان
مالاباریکان (به انگلیسی: Malabaricane) با فرمول شیمیایی C۳۰H۵۶ یک ترکیب شیمیایی است. که جرم مولی آن ۴۱۶٫۷۷ g/mol می‌باشد. 